# 응우옌푹미엔푸
응우옌푹미엔푸(베트남어: Nguyễn Phúc Miên Phủ / 阮福綿富 완복면부, 1817년 2월 28일 ~ 1885년 4월 15일)는 응우옌 왕조의 황족이다. 민망 황제의 8번째 아들로, 생모는 궁인(宮人) 쩐티응이엠(陳氏嚴)이다.

## 생애
자롱 16년 정월 13일(1817년 2월 28일), 후에 황성에서 태어났다. 어려서 사람됨이 교만하고 방종하였으며, 놀기만을 좋아하였다. 가복을 데리고 거리로 나가 말을 타고 사람들을 짓밟으니 때로 사상자가 나오기도 했다. 민망 황제가 이를 알고 매우 화를 내어 그의 관복을 벗겨 빼앗으라 명을 내렸고, 다른 황자들과 같은 반열에 들지 못하게 했으며, 그를 볼 때마다 모두 경칭을 붙이지 않고 이름만 불렀다. 이후 깨닫고 허물을 뉘우치자 민망 황제는 다시 관복을 돌려주도록 하였지만 여전히 조회에 나와 일을 논의하는 것은 허락하지 않았다.
티에우찌 원년(1841년), 티에우찌 황제가 조회에 나오도록 윤허하였다.
뜨득 5년(1852년) 2월, 부미군공(베트남어: Phù Mỹ Quận Công / 符美郡公)에 봉해졌다.
뜨득 35년(1882년), 사람들을 데리고 노래를 불렀고, 외국인들을 불러 둘러싸고 구경하게 하였다. 이후 이 일을 다른 사람이 살피고 드러내었고, 뜨득 황제는 그를 기내후(畿內侯)로 강봉하였다.
뜨득 36년(1883년), 원래의 작위로 회복되었다.
함응이 원년 2월 28일(1885년 4월 15일), 사망하니 향년 69세였다. 시호를 공량(恭亮)이라 하였고, 승천부(承天府) 향수현(香水縣) 야리총청수사(野犁總淸水社)에 장사지냈다. 향차현(香茶縣) 부춘총춘양사(富春總春陽社)에 사당을 세우고 제사를 지냈다.

## 자녀
아들 13명과 딸 8명을 두었다. 후예들은 식(食) 자부(字部)를 하사받고 그에 따라 이름을 지었다.

### 아들
- 응우옌푹홍닌(阮福洪䭢) - 부미정후(符美亭侯)를 습봉하였다.

## 참고 문헌
- 《완복족세보(阮福族世譜)》
- 《대남식록》정편열전2집(正編列傳二集) 권5(卷五)